# Air Norway
Air Norway er et viruelt flyselskab med base på Ørland Lufthavn ved Brekstad, i fylken Sør-Trøndelag, Norge. Selskabet flyver 7 ugentlige returflyvninger imellem Ørland og Oslo Lufthavn, Gardermoen, samt én ugentlig rundflyvning imellem Oslo og Aalborg Lufthavn med et wet-leased Fairchild Metro 23 fly ejet af det danske selskab North Flying.

## Operationer
Flyselskabet er ejet 40% af Nordic Air, 40% af Ørland Kommune og 20% af North Flying. Alle flyafgangene bliver fløjet af North Flying med et 19-sæders Fairchild Metro 23 i Air Norway bemaling. Kommunen yder tilskud til ruten på 1 million NOK om året. Selskabet har en administrerende direktør på nedsat tid og én person der koordinerer billet-bestillinger. I 2008 havde selskabet en omsætning på 16 millioner NOK og et overskud på knap 800.000 NOK. Ørland Lufthavn er den civile del af den militære Ørland Hovedflyvestation. Traditionelt har den vigtigste kundegruppe for Air Norway været militært personel.

## Destinationer
Air Norway flyver 7 ugentlige rundture fra Ørland til Oslo, hvor lørdag er eneste dag uden flyvning. Flyet letter om morgenen fra Ørland og returnere fra Oslo kl. 18.00 på hverdage. Fredag aften er der én afgang til Aalborg Lufthavn fra Oslo, så North Flying kan få sit fly hjem på basen i Aalborg. Flyet går tilbage til Oslo søndag eftermiddag som en regulær afgang.
I kølvandet på Coast Airs konkurs i januar 2008 startede Air Norway op med en daglig rundtur imellem Fagernes Lufthavn og Trondheim Lufthavn, og 2 daglige rundture imellem Oslo Lufthavn, Gardermoen og Fagernes. Selskabet stoppede allerede i 2009 med at flyve på ruterne.
| By        | Land | IATA | ICAO | Lufthavn          | Start | Slut | Ref   |
| --------- | ---- | ---- | ---- | ----------------- | ----- | ---- | ----- |
| Aalborg   | DK   | AAL  | EKYT | Aalborg Lufthavn  | 2004  | nu   | [ 6 ] |
| Fagernes  | N    | AAL  | EKYT | Fagernes Lufthavn | 2008  | 2009 | [ 8 ] |
| Oslo      | N    | OSL  | ENGM | Gardermoen        | 2002  | nu   | [ 6 ] |
| Trondheim | N    | TRD  | ENVA | Værnes            | 2008  | 2009 | [ 7 ] |
| Ørland    | N    | OLA  | ENOL | Ørland Lufthavn   | 2003  | nu   | [ 6 ] |